# Steve Mitchell
Steve Mitchell (* 1953) ist ein US-amerikanischer Comiczeichner.

## Leben und Arbeit
Mitchell, dessen künstlerischer Stil vor allem durch Dick Giordano beeinflusst ist, begann in den 1970er Jahren als hauptberuflicher Comiczeichner zu arbeiten. Er betätigt sich dabei überwiegend als Inker, der die Bleistiftvorzeichnungen anderer Künstler mit Tusche überarbeitet, um sie so für die Vervielfältigung im Massendruck geeignet zu machen.
Mitchells erste veröffentlichte Arbeit waren die Tuschezeichnungen für die Geschichte "And Then---The X-Men!" die 1972 in Heft #4 der Serie Marvel Team-Up erschien.
Es folgten weitere Arbeiten für Marvel an Serien wie The Defenders (#74, 76, 77, 113, 116), Iron Man (#161–173, 175–189, 290–306), für DC-Comics an Serien wie Batman (#325, 327, 331, 332, 337, 339, 422, 424, 425, 455–459, 461–466, 487, 489, 493, 506, Annual #14), Deathstroke (# 19–21), Detective Comics (#584, 593, 595–597, 601–617, 620–621, 627, 635–637, 650, 742–748), Kamandi (#44), Legends of the Dark Knight (#0, 68, 69, Annua #4), Shadow of the Bat (#10, 14, 15), The Spectre (# 1, 5, 6), Superman (#86), Wonder Woman (#271–273, 275–283) und World's Finest (#263, 268), sowie für kleine Verlage wie Valiant. Für Dark Horse tuschte er die vierteilige Miniserie Predator: Cold War (1991).
Zu den Künstlern, deren Zeichnungen Mitchell im Laufe seiner Karriere getuscht hat, zählen unter anderen Gene Colan, Pat Broderick, Norm Breyfogle, Dan Jurgens, Joe Staton, Doc Bright, Eduardo Barreto, Irv Novick und Shawn Martinbrough.
| Personendaten    | Personendaten                   |
| ---------------- | ------------------------------- |
| NAME             | Mitchell, Steve                 |
| KURZBESCHREIBUNG | US-amerikanischer Comiczeichner |
| GEBURTSDATUM     | 1953                            |